# Plants vs. Zombies (nhượng quyền thương mại)
Plants vs. Zombies là một thương hiệu trò chơi điện tử được phát triển bởi PopCap Games, một công ty con của Electronic Arts (EA). Phần đầu tiên của trò chơi là Plants vs. Zombies (2009) được PopCap phát triển và phát hành trước khi được EA mua lại.  Sau khi mua lại PopCap Games, EA đã mở rộng trò chơi thành một thương hiệu nhượng quyền với các trò chơi trên nhiều nền tảng khác nhau.

## Lịch sử
| 2009 | Plants vs. Zombies                         |
| 2010 |                                            |
| 2011 |                                            |
| 2012 |                                            |
| 2013 | Plants vs. Zombies Comics                  |
| 2013 | Plants vs. Zombies 2                       |
| 2014 | Garden Warfare                             |
| 2015 |                                            |
| 2016 | Garden Warfare 2                           |
| 2016 | Heroes                                     |
| 2017 |                                            |
| 2018 |                                            |
| 2019 | Battle for Neighborville                   |
| 2020 |                                            |
| 2021 |                                            |
| 2022 |                                            |
| 2023 |                                            |
| 2024 | Plants vs. Zombies 3: Welcome to Zomburbia |

### Loạt trò chơi chính
Vào ngày 1 tháng 4 năm 2009, PopCap phát hành video âm nhạc cho bài hát "Zombies on Your Lawn" của Laura Shigihara để quảng bá Plants vs. Zombies. Người phát ngôn của PopCap, Garth Chouteau, đã tiết lộ trong một cuộc phỏng vấn IGN rằng Plants vs. Zombies sẽ sớm được phát hành trên PC và Mac. Vào ngày 22 tháng 4 năm 2009, PopCap phát hành đoạn giới thiệu trò chơi chính thức của Plants vs. Zombies trên YouTube. Trong quá trình quảng bá Plants vs. Zombies, PopCap đã phát hành phiên bản demo của trò chơi có thể chơi trong ba mươi phút. Plants vs. Zombies được phát hành chính thức vào ngày 5 tháng 5 năm 2009 cho PC và Mac, vào năm 2013, chuyển từ phí chơi trò chơi 2,99 đô la sang chơi miễn phí trên thiết bị iOS và Android.  Các nhà phê bình trên thiết bị di động cho trò chơi xếp hạng trung bình 4,3-4,8 sao.
PopCap Games và tài sản của nó đã được EA mua vào ngày 12 tháng 7 năm 2011 với giá 750 triệu đô la Mỹ. Năm mươi nhân viên đã bị sa thải tại studio PopCap Games ở Seattle vào ngày 21 tháng 8 năm 2012, để đánh dấu sự chuyển hướng tập trung sang trò chơi xã hội và di động.
Vào ngày 20 tháng 8 năm 2012, PopCap thông báo rằng họ đang làm phần tiếp theo của Plants vs. Zombies. Ngày phát hành sẽ được ấn định vào cuối mùa xuân năm 2013. Tuy nhiên, tình trạng của trò chơi đã bị nghi ngờ ngay sau thông báo khi công ty trải qua thời gian sa thải.
Vào tháng 5 năm 2013, PopCap Games đã phát hành một đoạn giới thiệu giới thiệu phần tiếp theo của trò chơi đầu tiên, có tựa đề Plants vs. Zombies 2: It's About Time. Trò chơi đã được ra mắt thử nghiệm cho iOS ở Úc và New Zealand vào ngày 10 tháng 7 năm 2013, and was officially released on August 14, 2013, as a freemium title. Trò chơi có các địa điểm và thực vật mới cùng với việc bổ sung Plant Foods, tăng sức mạnh có thể được sử dụng để cường hóa thực vật trong một thời gian ngắn và có thể được mua bằng tiền trong trò chơi hoặc có được bằng cách đánh bại thây ma đang phát sáng màu xanh lá cây. Có bốn vật phẩm tăng sức mạnh khác trong trò chơi, tất cả đều được mua bằng tiền xu, đơn vị tiền tệ trong trò chơi. Cùng với những tiện ích bổ sung mới này, trò chơi vẫn tiếp tục cập nhật theo thời gian. Theo EA News, các bản cập nhật Arena và Penny's Pursuit, là các chế độ trò chơi khác nhau trong trò chơi, là một số bản cập nhật lớn mới nhất của họ, ngoài tất cả các tiện ích bổ sung nhỏ.
Vào tháng 7 năm 2019, EA đã công bố Plants vs. Zombies 3, một trò chơi di động miễn phí khác trong series. Được ra mắt ở trạng thái tiền alpha cho Android vào tháng 7 năm 2019. Trò chơi ra mắt thử nghiệm vào tháng 2 năm 2020 tại Philippines, Romania và Ireland. Sau đó, đã không còn khả dụng vào tháng 10 năm 2020 và không thể chơi được vào tháng 11 năm 2020. EA có kế hoạch phát hành phiên bản cải tiến của trò chơi trong tương lai. Vào ngày 7 tháng 9 năm 2021, Plants vs. Zombies 3 lại được ra mắt thử nghiệm với những thay đổi đáng kể, chẳng hạn như đồ họa hai chiều và sự trở lại của Sunflower dưới dạng một loại cây có thể trồng được, có cùng mục đích trong các phiên bản trước. Vào ngày 17 tháng 1 năm 2024, Plants vs. Zombies 3 lại được ra mắt thử nghiệm lần nữa, lần này là Plants vs. Zombies 3: Welcome to Zomburbia ở một số khu vực được chọn, chuyển thể cốt truyện và các nhân vật trong bộ truyện tranh Plants vs. Zombies (được viết bởi Paul Tobin, minh họa bởi Ron Chan và xuất bản bởi Dark Horse Comics), bao gồm Tugboat the Zombie và Patrice Blazing.

### Spin-off
Một phần spin-off có tên Plants vs. Zombies Adventures được công bố vào tháng 3 năm 2013 và được phát hành vào ngày 20 tháng 5 năm 2013 trên Facebook. Trò chơi đã thêm địa điểm mới và nhà máy mới. Cũng có một tính năng trong lối chơi trong đó người chơi có số lượng cây hạn chế và phải trồng thêm cây tại một trang trại trong trò chơi. Vào tháng 7 năm 2014, có thông báo rằng Plants vs. Zombies Adventures sẽ đóng cửa vào ngày 12 tháng 10 năm 2014.
Plants vs. Zombies: Garden Warfare đã được công bố tại E3 2013 dưới dạng trò chơi bắn súng góc nhìn thứ ba nhiều người chơi dành cho PC và console. Plants vs. Zombies: Garden Warfare được phát hành vào ngày 25 tháng 2 năm 2014 tại Bắc Mỹ và vào ngày 27 tháng 2 năm 2014 tại Châu Âu. Phần tiếp theo, Plants vs. Zombies: Garden Warfare 2, đã được hé lộ vào tháng 6 năm 2015 và được công bố chính thức tại E3 2015. Trò chơi được phát hành vào ngày 23 tháng 2 năm 2016. Vào ngày 10 tháng 3 năm 2016, PopCap đã công bố Plants vs. Zombies Heroes, một trò chơi thẻ bài sưu tập kỹ thuật số theo phong cách phòng thủ tháp. Đã được phát hành mềm ở một số quốc gia trong cùng ngày, và đã được phát hành đầy đủ trên toàn thế giới vào ngày 18 tháng 10 năm 2016.
Một trò chơi một người chơi Plants vs. Zombies đã được thực hiện trong EA từ khoảng năm 2015 đến năm 2017. Được biết đến với cái tên "Project Hot Tub" liên quan đến Hot Tub Time Machine, vốn là một trò chơi hành động giống như loạt phim Uncharted nhưng vẫn duy trì tính chất thân thiện với gia đình, kể về hai anh em tuổi teen du hành xuyên thời gian để chiến đấu với thây ma. Trò chơi đang được phát triển bởi PopCap Vancouver.  Mặc dù một phần dọc của trò chơi đã được giới thiệu với các giám đốc điều hành EA vào năm 2017, EA đã chọn hủy dự án để thu hút thêm tài nguyên cho Visceral Games để hỗ trợ công việc của họ trên trò chơi Chiến tranh giữa các vì sao theo tên Project Ragtag, đã tồn tại được vài năm. Mặc dù vậy, EA đã hủy Project Ragtag vào tháng 10 năm 2017, đóng cửa Visceral Games và nhóm PopCap Vancouver trước đây đã được chuyển đến các studio EA khác.

## Phương tiện truyền thông khác

### Truyện tranh
Kể từ tháng 7 năm 2013, Dark Horse Comics đã xuất bản loạt truyện tranh liên tục Plants vs. Zombies, theo chân những thanh thiếu niên Nate Timely và Patrice Blazing khi họ bảo vệ Neighborville khỏi đội quân thây ma của Tiến sĩ Edgar Zomboss, với sự giúp đỡ của chú của Patrice, David "Crazy Dave" Blazing, và quân đoàn thực vật có tri giác biến đổi gen của riêng ông, có thể truy cập được thông qua ứng dụng Truyện tranh Plants vs. Zombies. Các yếu tố từ bộ truyện tranh sau đó đã được chuyển thể thành các phần trò chơi điện tử của nhượng quyền thương mại và ngược lại.